# Witold Grzywiński
Witold Grzywiński – polski leśnik, prof. dr hab., wykładowca Uniwersytetu Przyrodniczego w Poznaniu.

## Życiorys
W 1999 uzyskał tytuł magistra inżyniera leśnictwa na Wydziale Leśnym Akademii Rolniczej w Poznaniu. Doktoryzował się w 2003, a habilitował w 2012 na tej samej uczelni. 4 stycznia 2022 otrzymał tytuł profesora nauk rolniczych (dyscyplina: nauki leśne). 
Główne kierunki zainteresowań naukowych to  analiza ergonomiczna warunków pracy w leśnictwie, wpływ sposobu wykonywania czynności na stopień obciążenia układu mięśniowo-szkieletowego, aspekty technologiczne pozyskiwania drewna, jak również sezonowe zagadnienia związane z tą problematyką. Bada też występowanie, znaczenie i sprawy ochrony nietoperzy w ekosystemach leśnych. Jest organizatorem, kierownikiem i autorem programu studiów podyplomowych Uniwersytetu Przyrodniczego w Poznaniu z zakresu BHP w leśnictwie, a także opiekunem naukowym Sekcji Teriologicznej Koła Leśników.
Do 2023 wypromował niecałe osiemdziesiąt prac inżynierskich i magisterskich.